# 凌琮
凌琮（Ling Cong，1985年2月28日—），出生於中國遼寧沈阳，中國職業足球員，司職前鋒及中場，現時效力於香港甲組足球聯賽新界地區球隊屯門。

## 球員生涯
凌琮出身於中國足球超級聯賽球會沈阳金德青年軍。

### 聯華红牛
2006年，凌琮跟隨中國足球會聯華红牛參加香港甲組足球聯賽。

### 愉園
2008年夏天，轉投香港甲組足球聯賽球隊愉園，以15個入球成為球隊首席射手。2009-10年度球季，愉園主席貝鈞奇將足球隊外判予香港科化足球總監鄺曉明，班費銳減至300萬港元，更改組織為「青春班」，舊將中只留用凌琮、崔琳與高梵。凌琮再次成為球隊首席射手，惟入球大減至6球。
2010年5月5日，廉政公署宣布偵破打假波案，前愉園國援球員于洋被拘捕，凌琮與吳昊鹏和牛景龍亦一度被扣留問話，最終于洋被判入獄。
愉園護級失敗降班，凌琮遂於2010年夏天，改投另一支香港甲組足球聯賽球會晨曦。

### 屯門
2011年，凌琮加盟新界地區球隊屯門。2011年10月23日，屯門由凌琮連中三元、馬高遜、賓曹及美亞各建一功，以6:2大勝對手深水埗。

## 外部連結
- 香港足球總會網站球員註冊資料（页面存档备份，存于）